# Félix María Calleja
Félix María Calleja (Medina del Campo 1753 - València 1828). Polític i militar castellà. Seixantè virrei de la Nova Espanya entre els anys 1813 i 1816.
Es caracteritzà pels seus mètodes expeditius que aconseguiren, pràcticament, la desarticulació dels moviment insurgent que havia donat inici a la Guerra d'Independència de Mèxic en 1810, i en 4 de març de 1813 fou nomenat virrei de Nueva España. Fou nomenat primer comte de Calderón.
En 1820, quan enllestia a Cadis una expedició per reforçar les tropes de Pablo Morillo que lluitava contra els insurgents a les guerres d'independència hispanoamericanes, Rafael del Riego es va amotinar amb les tropes, el va fer presoner, i l'aixecament duria al Trienni Liberal.